# アクションラーニング3.0
アクションラーニング3.0（英: Action Learning 3.0）とは、業務上の問題をテーマにして解決策を考え、実際の行動とその振り返りを通じて社員や組織を育成するトレーニング形態。
まずは実際の問題をトレーニングで検討し、解決策を立案するが、その解決策は、実施されることが必要である。実施の成果をさらにトレーニングに持ち寄り、振り返りを行うプロセスをまわすことによって問題解決を図り、同時に社員と組織の成長を実現するのがアクションラーニング3.0である。
従来のアクションラーニングに比べ、立案された問題解決策の実施・完遂の重要性が強く主張された内容であり、澤井雅明の著書『チームの力で社員は伸びる』によって提唱された。

## アクションラーニングの分類
アクションラーニングは、物理学者のレッグ・レヴァンスによって提唱された。「アクションラーニングの創始者」「アクションラーニングの父」と呼ばれるレヴァンスは、1930年代にケンブリッジ大学のキャベンディッシュ研究所で多数のノーベル賞級の研究者たちと交流し、その後、第2次大戦後に炭鉱業界のトレーニング業務のマネジメントの仕事を進める中で、アクションラーニングのアイデアを固め、人材育成や高等教育の分野で広くアクションラーニングを実践した。
日本アクションラーニング協会は、アクションラーニングを次のように定義している。「アクションラーニングは、チームで現実の問題に対処し、その解決策を立案、実施していく過程で生じる実際の行動とその振り返りを通じて、社員、そしてチーム・組織の学習する力を養成するチーム学習法である」。
これらアクションラーニングを『チームの力で社員は伸びる』では3つに分類し説明している。原型であるアクションラーニング1.0は、実問題をトレーニングスタイルで検討することで人材育成を図る方法である。アクションラーニング2.0は、人材育成とともに、実業務の問題解決策立案を目的としている。それらに対し、アクションラーニング3.0は、立案した問題解決策をやり続け、やり遂げるトレーニングのことであると説明されている。